# Xerces
Nell'ambito informatico, Xerces è una collezione di librerie software di Apache per il parsing, la validazione, la serializzazione e la manipolazione di documenti XML. La libreria implementa un insieme di API per il parsing XML, incluso DOM, SAX e SAX2. L'implementazione è disponibile per i linguaggi di programmazione Java, C++ e Perl.
Si ritiene che il nome "Xerces" voglia commemorare l'estinzione della farfalla Xerces Blue (Glaucopsyche xerces).